# Mâcon (Adelsgeschlecht)
Mâcon ist eine Familie des südfranzösisch-burgundischen Adels, das erstmals am Beginn des 10. Jahrhunderts bezeugt ist.

## Geschichte
Stammvater ist Maiolus (Mayeul), Vizegraf von Narbonne (weswegen sich die Bezeichnung der Familie auch auf Narbonne beziehen könnte), dessen jüngerer Sohn Albericus (Aubry) die Vizegrafschaft Mâcon erbte, wo er sich selbst unter Ausnutzung eines politischen Vakuums zum Grafen machte. Eine Nebenlinie der Grafen von Mâcon sind die ersten Herren von Salins.
In weiblicher Linie gehört vermutlich auch Maiolus, der Abt von Cluny, zur Familie, wobei sich die Verbindung bislang nicht beweisen lässt.
Sowohl in der Grafschaft Mâcon als auch in der Herrschaft Salins wurde die Familie durch das Haus Burgund-Ivrea beerbt.

## Stammliste

### Die Vizegrafen von Narbonne
1. Maiolus (Mayeul), Vicomte de Narbonne, † wohl vor 15. Juni 911[1]; ⚭ Raymunda, † vor 15. Juni 911, vielleicht Tochter von Graf Raimund I. von Toulouse[2] (Haus Toulouse)
  1. Walcharius (Gauthier), 911 bezeugt, Vicomte de Narbonne; ⚭ NN
    1.  ? Raymonde, ⚭ Foucher, Seigneur de Valensole
      1. Maiolus (Mayeul), Mai 948/August 993 bezeugt, Abt von Cluny[3]

    2.  ? Maiolus (Mayeul III.), † nach 24. Oktober 946, Vicomte de Narbonne; ⚭ I Esther; ⚭ II Ranilo[4]
      1. Simplicio, 946 bezeugt
      2. Vuadimiro, 946 bezeugt
      3. Töchter, 946 bezeugt

  2. Albericus (Aubry) genannt Narbonensis[5], † wohl 943, 911 bezeugt, Vicomte de Mâcon, ernannte sich nach dem Tod des Bischofs Berno von Mâcon im Jahr 936 selbst zum Comte de Mâcon; ⚭ Tolosana/Etolene/Tolana[6], † wohl nach 941[7] – Nachkommen siehe unten
  3.  ? Maiolus (Mayeul II.), 936 bezeugt[8], † nach Juni 949[9] Vicomte de Mâcon; ⚭ Landrada[10] – Nachkommen siehe unten

### Die Grafen von Mâcon
Die Darstellung in diesem Abschnitt folgt den jeweiligen Hauptartikeln, falls vorhanden.
1. Albericus (Aubry) genannt Narbonensis, † wohl 943, 911 bezeugt, Vicomte de Mâcon, ernannte sich nach dem Tod des Bischofs Berno von Mâcon im Jahr 936 selbst zum Comte de Mâcon; ⚭ Tolosana/Etolene/Tolana, † wohl nach 941 – Vorfahren siehe oben
  1.  ? Maiolus (Mayeul II.), 936 bezeugt[11], † nach Juni 949[12] Vicomte de Mâcon; ⚭ Landrada[13]
  2. Leotaldus (Liétaud), 935 bezeugt, † 958/961, Comte de Mâcon und Burgund ; ⚭ I vor 935 Ermengarde, Tochter von Manasses, Graf von Dijon; ⚭ II Berta; ⚭ III Richilde
    1. (I)Albericus (Aubry II.), * vor 942, † wohl 981, 960 Comte de Mâcon; ⚭ Ermentrude, Tochter von Ragenold Graf von Roucy (Haus Roucy), sie heiratete in zweiter Ehe Otto Wilhelm von Burgund, Graf von Mâcon als Nachfolger Aubrys (Stammliste des Hauses Burgund-Ivrea)
      1.  ? Letaud,[14]
      2.  ? Aubry de Mâcon[15]
      3. Beatrix; ⚭ I Geoffroy, Comte de Gâtinais, † nach 991; ⚭ II Hugues du Perche

  3. Humbert, 944 bezeugt[16], Sire de Salins ; ⚭ ? Wandalmodis[17] – Nachkommen siehe unten
  4. Attala (Tolana), † nach Juni 944[18] wohl identisch mit Attala ⚭ ? Lambert, Graf von Chalon

### Die Herren von Salins
1. Humbert, 944 bezeugt, Sire de Salins ; ⚭ ? Wandalmodis – Vorfahren siehe oben
  1. Humbert, 958/971 bezeugt, Sire de Salins[19]; ⚭ Eremburge, † nach 1028, Tochter von Lambert[20]
    1. Gaucher (II.), nach 1039 bezeugt, Sire de Salins[21]; ⚭ vor 1044 Aremburge[22]
      1. Gaucher (III.), vor 1057 bezeugt, † nach 1084, Sire de Salins,[23]; ⚭ Beatrix
        1. Humbert (III.), 1084 sehr jung, Sire de Salins ; ⚭ NN
          1. Gaucher (IV.), Sire de Salins,[24]; ⚭ NN
            1. Mora (Maurette), † nach 1218, Erbin von Salins; ⚭ Gérald Comte de Mâcon et de Vienne[25] (Stammliste des Hauses Burgund-Ivrea)

          2.  ? Humbert (IV.)
          3.  ? Nicole, 1202 bezeugt; ⚭ Simon, Seigneur de Commercy[26] (Maison de Broyes)
          4.  ? Elisabeth, ⚭ ? Renaud de Traves,

        2. Hugues[27]

    2. Hugues, Erzbischof

  2. Adela; ⚭ NN[28]
    1. Wandalmodis; ⚭ Engelbert (III.) von Brienne[29] (Haus Brienne)

  3. Wandalmodis, wohl identisch mit Wandalmodis ⚭ Bérard, Seigneur de Beaujeu[30] (Haus Beaujeu)

### Die Vizegrafen von Mâcon
1. Maiolus (Mayeul II.), 936 bezeugt, † nach Juni 949, Vicomte de Mâcon; ⚭ Landrada – Vorfahren siehe oben
  1. Vualterius (Walterius, Gauthier)[31], † nach 16. Juni 961[32], 948 Vicomte de Mâcon[33]; ⚭ NN
    1.  ? Albericus (Aubry), Vicomte de Mâcon[34]

  2. Raymonde, † nach 20. April 950[35]
  3.  ? Teudoin, † nach 20. April 950